# Илия Чайлев
Илия Е. Чайлев е виден български съдия и общественик от Македония.

## Биография
Илия Чайлев е роден в 1870 година в град Велес, тогава в Османската империя. Завършва право в Женевския университет в 1907 година и в Загребския в 1908 година. Става съдия и е председател на Софийския окръжен съд. Развива широка обществена дейност. Чайлев е масон.
Умира в 1961 година в София. Погребан е в Централните софийски гробища.